# Xolocotzia asperifolia
Xolocotzia asperifolia là một loài thực vật thuộc chi Xolocotzia, họ Verbenaceae. Loài này có ở Honduras và México.